# Hr.Ms. Alma (1940)
De Hr.Ms. Alma (FY 1747) was de in mei 1940 naar Engeland uitgeweken trawler IJM 44 Alma welke was gebouwd door de Britse scheepswerf Smith's Dock Co. uit Middlesbrough. Het schip was een van de twaalf Nederlandse trawlers die in 1940 in Falmouth als eerste zijn omgebouwd tot hulpmijnenveger. Het schip werd uitgerust met een Oropesatuig voor het vegen van mijnen en de bemanning werd gemilitariseerd via een de zogenaamde verbintenis voor vrijwillige reserve hulpschepen personeel. Het werd in juni 1940 door commandant LTZ 2 J.H. van Klinkenberg in dienst gesteld. Hij werd als commandant op 14 april 1941 opgevolgd door LTZ 1 S.E. Schipper en deze gaf het commando op 1 juni 1941 weer over door aan LTZ 2 J.N.B. Bijleveld.
Het schip was verbonden aan de 66ste mijnenvegergroep te Milford Haven aan de Britse westkust. Andere schepen bij deze groep waren: de Bergen, Eveline en Ewald. Na zo'n drie jaar dienst in de Britse wateren werd het schip uit dienst gesteld en teruggegeven aan de oorspronkelijke eigenaar.